# Шишкин, Владимир Васильевич
Влади́мир Васи́льевич Ши́шкин (29 января 1938 года — 9 февраля 1990, Ленинград) — советский шахматист, мастер спорта СССР (1960).

## Биография
Воспитанник шахматной школы Ленинградского Дворца пионеров. Представлял спортивное общество «Труд».
Чемпион Ленинграда 1960 г.
В составе сборной Ленинграда серебряный призёр командного чемпионата СССР 1958 г.
В 1959 г. на проходившем в Таллине полуфинале чемпионата СССР набрал 8½ из 15 очков и выполнил мастерскую норму.
Участник матчей сборных команд Ленинград — Москва (1960 г.) и Ленинград — Будапешт (1960 и 1961 гг.).
Серебряный призёр чемпионата ВС СССР 1963 г.
В составе сборной Ленинградской академии связи победитель командного чемпионата ВС среди команд военных вузов (1963 г.).
И. З. Бондаревский, характеризуя творчество Шишкина, отмечал его хорошую технику игры в окончаниях, но критиковал слабое знание современной (на начало 1960-х гг.) дебютной теории и неоднократные нарушения спортивного режима. Например, в 1961 г. Шишкин был исключен из чемпионата города накануне последнего тура. В 1964 г. Шишкина снова исключили из чемпионата Ленинграда, что фактически завершило его спортивную карьеру. В последующие годы он крайне нерегулярно участвовал в соревнованиях.
В 80-е годы был неофициальным тренером и спарринг-партнёром Гаты Камского. По данным Г. Е. Несиса, они сыграли порядка 200 тренировочных партий.

## Спортивные результаты
| Год  | Город          | Соревнование                                             | +  | − | = | Результат | Место |
| ---- | -------------- | -------------------------------------------------------- | -- | - | - | --------- | ----- |
| 1958 | Ленинград      | Чемпионат Ленинграда                                     |    |   |   | 10 из 17  | 5—6   |
|      | Вильнюс        | Командный чемпионат СССР (сборная Ленинграда, 7-я доска) |    |   |   |           |       |
| 1959 | Таллин         | Полуфинал 27-го чемпионата СССР                          |    |   |   | 8½ из 15  |       |
| 1960 | Будапешт       | Матч Будапешт — Ленинград (против Л. Портиша)            |    |   |   | 2½ из 4   |       |
|      | Ленинград      | Чемпионат Ленинграда                                     | 10 | 3 | 4 | 12 из 17  | 1     |
|      | Москва         | Матч Москва — Ленинград (против С. М. Флора)             | 1  | 1 | 0 | 1 из 2    |       |
|      | Ростов-на-Дону | Полуфинал 28-го чемпионата СССР                          | 3  | 5 | 9 | 7½ из 17  | 11—12 |
| 1961 | Ленинград      | Матч Ленинград — Будапешт (5-я доска, против Э. Хаага)   | 3  | 1 | 0 | 3 из 4    |       |
|      | Ленинград      | Чемпионат Ленинграда                                     | 6  | 5 | 7 | 9½ из 18  | 7—10  |
| 1963 | Кишинёв        | Чемпионат ВС СССР                                        |    |   |   | 10½ из 16 | 2     |
| 1964 | Ленинград      | Чемпионат Ленинграда                                     |    |   |   | [ 8 ]     | [ 9 ] |
| 1989 | Ленинград      | Мемориал С. А. Фурмана                                   |    |   |   |           |       |